# George Edward Carpenter
George Edward Carpenter (Tarrytown, 25 marzo 1844 – 17 febbraio 1924) è stato un compositore di scacchi statunitense.
Compose principalmente problemi diretti in due e tre mosse. Era noto per rifinire i suoi lavori con molta cura, in alcuni casi anche per anni. Sessanta suoi problemi furono pubblicati in American Chess-Nuts, una raccolta di 2406 problemi di compositori "dell'emisfero occidentale" edita da Eugene Beauharnais Cook e altri nel 1868.
Orestes A. Brownson, editore della rivista Dubuque Chess Journal, pubblicò una selezione di suoi problemi nel libro Chess Problems (Rockdale, Iowa, 1886) e poi circa duecento suoi problemi nel libro Carpenter's Chess Problems (Dubuque, 1888).
Anche Numa Preti pubblicò duecento suoi problemi nel libro 200 problèmes d'échecs de George E. Carpenter, 1860-1900 (Parigi, 1901).
Si interessò anche di alcuni aspetti matematici degli scacchi, come il problema delle otto regine.
|   | a | b | c | d | e | f | g | h |   |
| 8 | b6 cavallo del bianco · e5 pedone del nero · h5 re del bianco · e4 pedone del nero · f4 re del nero · h4 pedone del bianco · c3 pedone del bianco · f3 pedone del nero · h3 torre del bianco · a2 donna del bianco · b1 alfiere del bianco | b6 cavallo del bianco · e5 pedone del nero · h5 re del bianco · e4 pedone del nero · f4 re del nero · h4 pedone del bianco · c3 pedone del bianco · f3 pedone del nero · h3 torre del bianco · a2 donna del bianco · b1 alfiere del bianco | b6 cavallo del bianco · e5 pedone del nero · h5 re del bianco · e4 pedone del nero · f4 re del nero · h4 pedone del bianco · c3 pedone del bianco · f3 pedone del nero · h3 torre del bianco · a2 donna del bianco · b1 alfiere del bianco | b6 cavallo del bianco · e5 pedone del nero · h5 re del bianco · e4 pedone del nero · f4 re del nero · h4 pedone del bianco · c3 pedone del bianco · f3 pedone del nero · h3 torre del bianco · a2 donna del bianco · b1 alfiere del bianco | b6 cavallo del bianco · e5 pedone del nero · h5 re del bianco · e4 pedone del nero · f4 re del nero · h4 pedone del bianco · c3 pedone del bianco · f3 pedone del nero · h3 torre del bianco · a2 donna del bianco · b1 alfiere del bianco | b6 cavallo del bianco · e5 pedone del nero · h5 re del bianco · e4 pedone del nero · f4 re del nero · h4 pedone del bianco · c3 pedone del bianco · f3 pedone del nero · h3 torre del bianco · a2 donna del bianco · b1 alfiere del bianco | b6 cavallo del bianco · e5 pedone del nero · h5 re del bianco · e4 pedone del nero · f4 re del nero · h4 pedone del bianco · c3 pedone del bianco · f3 pedone del nero · h3 torre del bianco · a2 donna del bianco · b1 alfiere del bianco | b6 cavallo del bianco · e5 pedone del nero · h5 re del bianco · e4 pedone del nero · f4 re del nero · h4 pedone del bianco · c3 pedone del bianco · f3 pedone del nero · h3 torre del bianco · a2 donna del bianco · b1 alfiere del bianco | 8 |
| 7 | b6 cavallo del bianco · e5 pedone del nero · h5 re del bianco · e4 pedone del nero · f4 re del nero · h4 pedone del bianco · c3 pedone del bianco · f3 pedone del nero · h3 torre del bianco · a2 donna del bianco · b1 alfiere del bianco | b6 cavallo del bianco · e5 pedone del nero · h5 re del bianco · e4 pedone del nero · f4 re del nero · h4 pedone del bianco · c3 pedone del bianco · f3 pedone del nero · h3 torre del bianco · a2 donna del bianco · b1 alfiere del bianco | b6 cavallo del bianco · e5 pedone del nero · h5 re del bianco · e4 pedone del nero · f4 re del nero · h4 pedone del bianco · c3 pedone del bianco · f3 pedone del nero · h3 torre del bianco · a2 donna del bianco · b1 alfiere del bianco | b6 cavallo del bianco · e5 pedone del nero · h5 re del bianco · e4 pedone del nero · f4 re del nero · h4 pedone del bianco · c3 pedone del bianco · f3 pedone del nero · h3 torre del bianco · a2 donna del bianco · b1 alfiere del bianco | b6 cavallo del bianco · e5 pedone del nero · h5 re del bianco · e4 pedone del nero · f4 re del nero · h4 pedone del bianco · c3 pedone del bianco · f3 pedone del nero · h3 torre del bianco · a2 donna del bianco · b1 alfiere del bianco | b6 cavallo del bianco · e5 pedone del nero · h5 re del bianco · e4 pedone del nero · f4 re del nero · h4 pedone del bianco · c3 pedone del bianco · f3 pedone del nero · h3 torre del bianco · a2 donna del bianco · b1 alfiere del bianco | b6 cavallo del bianco · e5 pedone del nero · h5 re del bianco · e4 pedone del nero · f4 re del nero · h4 pedone del bianco · c3 pedone del bianco · f3 pedone del nero · h3 torre del bianco · a2 donna del bianco · b1 alfiere del bianco | b6 cavallo del bianco · e5 pedone del nero · h5 re del bianco · e4 pedone del nero · f4 re del nero · h4 pedone del bianco · c3 pedone del bianco · f3 pedone del nero · h3 torre del bianco · a2 donna del bianco · b1 alfiere del bianco | 7 |
| 6 | b6 cavallo del bianco · e5 pedone del nero · h5 re del bianco · e4 pedone del nero · f4 re del nero · h4 pedone del bianco · c3 pedone del bianco · f3 pedone del nero · h3 torre del bianco · a2 donna del bianco · b1 alfiere del bianco | b6 cavallo del bianco · e5 pedone del nero · h5 re del bianco · e4 pedone del nero · f4 re del nero · h4 pedone del bianco · c3 pedone del bianco · f3 pedone del nero · h3 torre del bianco · a2 donna del bianco · b1 alfiere del bianco | b6 cavallo del bianco · e5 pedone del nero · h5 re del bianco · e4 pedone del nero · f4 re del nero · h4 pedone del bianco · c3 pedone del bianco · f3 pedone del nero · h3 torre del bianco · a2 donna del bianco · b1 alfiere del bianco | b6 cavallo del bianco · e5 pedone del nero · h5 re del bianco · e4 pedone del nero · f4 re del nero · h4 pedone del bianco · c3 pedone del bianco · f3 pedone del nero · h3 torre del bianco · a2 donna del bianco · b1 alfiere del bianco | b6 cavallo del bianco · e5 pedone del nero · h5 re del bianco · e4 pedone del nero · f4 re del nero · h4 pedone del bianco · c3 pedone del bianco · f3 pedone del nero · h3 torre del bianco · a2 donna del bianco · b1 alfiere del bianco | b6 cavallo del bianco · e5 pedone del nero · h5 re del bianco · e4 pedone del nero · f4 re del nero · h4 pedone del bianco · c3 pedone del bianco · f3 pedone del nero · h3 torre del bianco · a2 donna del bianco · b1 alfiere del bianco | b6 cavallo del bianco · e5 pedone del nero · h5 re del bianco · e4 pedone del nero · f4 re del nero · h4 pedone del bianco · c3 pedone del bianco · f3 pedone del nero · h3 torre del bianco · a2 donna del bianco · b1 alfiere del bianco | b6 cavallo del bianco · e5 pedone del nero · h5 re del bianco · e4 pedone del nero · f4 re del nero · h4 pedone del bianco · c3 pedone del bianco · f3 pedone del nero · h3 torre del bianco · a2 donna del bianco · b1 alfiere del bianco | 6 |
| 5 | b6 cavallo del bianco · e5 pedone del nero · h5 re del bianco · e4 pedone del nero · f4 re del nero · h4 pedone del bianco · c3 pedone del bianco · f3 pedone del nero · h3 torre del bianco · a2 donna del bianco · b1 alfiere del bianco | b6 cavallo del bianco · e5 pedone del nero · h5 re del bianco · e4 pedone del nero · f4 re del nero · h4 pedone del bianco · c3 pedone del bianco · f3 pedone del nero · h3 torre del bianco · a2 donna del bianco · b1 alfiere del bianco | b6 cavallo del bianco · e5 pedone del nero · h5 re del bianco · e4 pedone del nero · f4 re del nero · h4 pedone del bianco · c3 pedone del bianco · f3 pedone del nero · h3 torre del bianco · a2 donna del bianco · b1 alfiere del bianco | b6 cavallo del bianco · e5 pedone del nero · h5 re del bianco · e4 pedone del nero · f4 re del nero · h4 pedone del bianco · c3 pedone del bianco · f3 pedone del nero · h3 torre del bianco · a2 donna del bianco · b1 alfiere del bianco | b6 cavallo del bianco · e5 pedone del nero · h5 re del bianco · e4 pedone del nero · f4 re del nero · h4 pedone del bianco · c3 pedone del bianco · f3 pedone del nero · h3 torre del bianco · a2 donna del bianco · b1 alfiere del bianco | b6 cavallo del bianco · e5 pedone del nero · h5 re del bianco · e4 pedone del nero · f4 re del nero · h4 pedone del bianco · c3 pedone del bianco · f3 pedone del nero · h3 torre del bianco · a2 donna del bianco · b1 alfiere del bianco | b6 cavallo del bianco · e5 pedone del nero · h5 re del bianco · e4 pedone del nero · f4 re del nero · h4 pedone del bianco · c3 pedone del bianco · f3 pedone del nero · h3 torre del bianco · a2 donna del bianco · b1 alfiere del bianco | b6 cavallo del bianco · e5 pedone del nero · h5 re del bianco · e4 pedone del nero · f4 re del nero · h4 pedone del bianco · c3 pedone del bianco · f3 pedone del nero · h3 torre del bianco · a2 donna del bianco · b1 alfiere del bianco | 5 |
| 4 | b6 cavallo del bianco · e5 pedone del nero · h5 re del bianco · e4 pedone del nero · f4 re del nero · h4 pedone del bianco · c3 pedone del bianco · f3 pedone del nero · h3 torre del bianco · a2 donna del bianco · b1 alfiere del bianco | b6 cavallo del bianco · e5 pedone del nero · h5 re del bianco · e4 pedone del nero · f4 re del nero · h4 pedone del bianco · c3 pedone del bianco · f3 pedone del nero · h3 torre del bianco · a2 donna del bianco · b1 alfiere del bianco | b6 cavallo del bianco · e5 pedone del nero · h5 re del bianco · e4 pedone del nero · f4 re del nero · h4 pedone del bianco · c3 pedone del bianco · f3 pedone del nero · h3 torre del bianco · a2 donna del bianco · b1 alfiere del bianco | b6 cavallo del bianco · e5 pedone del nero · h5 re del bianco · e4 pedone del nero · f4 re del nero · h4 pedone del bianco · c3 pedone del bianco · f3 pedone del nero · h3 torre del bianco · a2 donna del bianco · b1 alfiere del bianco | b6 cavallo del bianco · e5 pedone del nero · h5 re del bianco · e4 pedone del nero · f4 re del nero · h4 pedone del bianco · c3 pedone del bianco · f3 pedone del nero · h3 torre del bianco · a2 donna del bianco · b1 alfiere del bianco | b6 cavallo del bianco · e5 pedone del nero · h5 re del bianco · e4 pedone del nero · f4 re del nero · h4 pedone del bianco · c3 pedone del bianco · f3 pedone del nero · h3 torre del bianco · a2 donna del bianco · b1 alfiere del bianco | b6 cavallo del bianco · e5 pedone del nero · h5 re del bianco · e4 pedone del nero · f4 re del nero · h4 pedone del bianco · c3 pedone del bianco · f3 pedone del nero · h3 torre del bianco · a2 donna del bianco · b1 alfiere del bianco | b6 cavallo del bianco · e5 pedone del nero · h5 re del bianco · e4 pedone del nero · f4 re del nero · h4 pedone del bianco · c3 pedone del bianco · f3 pedone del nero · h3 torre del bianco · a2 donna del bianco · b1 alfiere del bianco | 4 |
| 3 | b6 cavallo del bianco · e5 pedone del nero · h5 re del bianco · e4 pedone del nero · f4 re del nero · h4 pedone del bianco · c3 pedone del bianco · f3 pedone del nero · h3 torre del bianco · a2 donna del bianco · b1 alfiere del bianco | b6 cavallo del bianco · e5 pedone del nero · h5 re del bianco · e4 pedone del nero · f4 re del nero · h4 pedone del bianco · c3 pedone del bianco · f3 pedone del nero · h3 torre del bianco · a2 donna del bianco · b1 alfiere del bianco | b6 cavallo del bianco · e5 pedone del nero · h5 re del bianco · e4 pedone del nero · f4 re del nero · h4 pedone del bianco · c3 pedone del bianco · f3 pedone del nero · h3 torre del bianco · a2 donna del bianco · b1 alfiere del bianco | b6 cavallo del bianco · e5 pedone del nero · h5 re del bianco · e4 pedone del nero · f4 re del nero · h4 pedone del bianco · c3 pedone del bianco · f3 pedone del nero · h3 torre del bianco · a2 donna del bianco · b1 alfiere del bianco | b6 cavallo del bianco · e5 pedone del nero · h5 re del bianco · e4 pedone del nero · f4 re del nero · h4 pedone del bianco · c3 pedone del bianco · f3 pedone del nero · h3 torre del bianco · a2 donna del bianco · b1 alfiere del bianco | b6 cavallo del bianco · e5 pedone del nero · h5 re del bianco · e4 pedone del nero · f4 re del nero · h4 pedone del bianco · c3 pedone del bianco · f3 pedone del nero · h3 torre del bianco · a2 donna del bianco · b1 alfiere del bianco | b6 cavallo del bianco · e5 pedone del nero · h5 re del bianco · e4 pedone del nero · f4 re del nero · h4 pedone del bianco · c3 pedone del bianco · f3 pedone del nero · h3 torre del bianco · a2 donna del bianco · b1 alfiere del bianco | b6 cavallo del bianco · e5 pedone del nero · h5 re del bianco · e4 pedone del nero · f4 re del nero · h4 pedone del bianco · c3 pedone del bianco · f3 pedone del nero · h3 torre del bianco · a2 donna del bianco · b1 alfiere del bianco | 3 |
| 2 | b6 cavallo del bianco · e5 pedone del nero · h5 re del bianco · e4 pedone del nero · f4 re del nero · h4 pedone del bianco · c3 pedone del bianco · f3 pedone del nero · h3 torre del bianco · a2 donna del bianco · b1 alfiere del bianco | b6 cavallo del bianco · e5 pedone del nero · h5 re del bianco · e4 pedone del nero · f4 re del nero · h4 pedone del bianco · c3 pedone del bianco · f3 pedone del nero · h3 torre del bianco · a2 donna del bianco · b1 alfiere del bianco | b6 cavallo del bianco · e5 pedone del nero · h5 re del bianco · e4 pedone del nero · f4 re del nero · h4 pedone del bianco · c3 pedone del bianco · f3 pedone del nero · h3 torre del bianco · a2 donna del bianco · b1 alfiere del bianco | b6 cavallo del bianco · e5 pedone del nero · h5 re del bianco · e4 pedone del nero · f4 re del nero · h4 pedone del bianco · c3 pedone del bianco · f3 pedone del nero · h3 torre del bianco · a2 donna del bianco · b1 alfiere del bianco | b6 cavallo del bianco · e5 pedone del nero · h5 re del bianco · e4 pedone del nero · f4 re del nero · h4 pedone del bianco · c3 pedone del bianco · f3 pedone del nero · h3 torre del bianco · a2 donna del bianco · b1 alfiere del bianco | b6 cavallo del bianco · e5 pedone del nero · h5 re del bianco · e4 pedone del nero · f4 re del nero · h4 pedone del bianco · c3 pedone del bianco · f3 pedone del nero · h3 torre del bianco · a2 donna del bianco · b1 alfiere del bianco | b6 cavallo del bianco · e5 pedone del nero · h5 re del bianco · e4 pedone del nero · f4 re del nero · h4 pedone del bianco · c3 pedone del bianco · f3 pedone del nero · h3 torre del bianco · a2 donna del bianco · b1 alfiere del bianco | b6 cavallo del bianco · e5 pedone del nero · h5 re del bianco · e4 pedone del nero · f4 re del nero · h4 pedone del bianco · c3 pedone del bianco · f3 pedone del nero · h3 torre del bianco · a2 donna del bianco · b1 alfiere del bianco | 2 |
| 1 | b6 cavallo del bianco · e5 pedone del nero · h5 re del bianco · e4 pedone del nero · f4 re del nero · h4 pedone del bianco · c3 pedone del bianco · f3 pedone del nero · h3 torre del bianco · a2 donna del bianco · b1 alfiere del bianco | b6 cavallo del bianco · e5 pedone del nero · h5 re del bianco · e4 pedone del nero · f4 re del nero · h4 pedone del bianco · c3 pedone del bianco · f3 pedone del nero · h3 torre del bianco · a2 donna del bianco · b1 alfiere del bianco | b6 cavallo del bianco · e5 pedone del nero · h5 re del bianco · e4 pedone del nero · f4 re del nero · h4 pedone del bianco · c3 pedone del bianco · f3 pedone del nero · h3 torre del bianco · a2 donna del bianco · b1 alfiere del bianco | b6 cavallo del bianco · e5 pedone del nero · h5 re del bianco · e4 pedone del nero · f4 re del nero · h4 pedone del bianco · c3 pedone del bianco · f3 pedone del nero · h3 torre del bianco · a2 donna del bianco · b1 alfiere del bianco | b6 cavallo del bianco · e5 pedone del nero · h5 re del bianco · e4 pedone del nero · f4 re del nero · h4 pedone del bianco · c3 pedone del bianco · f3 pedone del nero · h3 torre del bianco · a2 donna del bianco · b1 alfiere del bianco | b6 cavallo del bianco · e5 pedone del nero · h5 re del bianco · e4 pedone del nero · f4 re del nero · h4 pedone del bianco · c3 pedone del bianco · f3 pedone del nero · h3 torre del bianco · a2 donna del bianco · b1 alfiere del bianco | b6 cavallo del bianco · e5 pedone del nero · h5 re del bianco · e4 pedone del nero · f4 re del nero · h4 pedone del bianco · c3 pedone del bianco · f3 pedone del nero · h3 torre del bianco · a2 donna del bianco · b1 alfiere del bianco | b6 cavallo del bianco · e5 pedone del nero · h5 re del bianco · e4 pedone del nero · f4 re del nero · h4 pedone del bianco · c3 pedone del bianco · f3 pedone del nero · h3 torre del bianco · a2 donna del bianco · b1 alfiere del bianco | 1 |
|   | a | b | c | d | e | f | g | h |   |

Soluzione:
Chiave:  1. Th1!  zugzwang

1... Rf5/e4  2. Df7#

1... Rg3  2. Dh2#

1... Re3  2. Cd5#

|   | a | b | c | d | e | f | g | h |   |
| 8 | h7 pedone del nero · g6 pedone del nero · h6 pedone del bianco · d5 alfiere del bianco · e5 pedone del nero · f5 re del nero · g5 alfiere del bianco · c4 torre del bianco · e4 cavallo del bianco · c3 pedone del bianco · h1 re del bianco | h7 pedone del nero · g6 pedone del nero · h6 pedone del bianco · d5 alfiere del bianco · e5 pedone del nero · f5 re del nero · g5 alfiere del bianco · c4 torre del bianco · e4 cavallo del bianco · c3 pedone del bianco · h1 re del bianco | h7 pedone del nero · g6 pedone del nero · h6 pedone del bianco · d5 alfiere del bianco · e5 pedone del nero · f5 re del nero · g5 alfiere del bianco · c4 torre del bianco · e4 cavallo del bianco · c3 pedone del bianco · h1 re del bianco | h7 pedone del nero · g6 pedone del nero · h6 pedone del bianco · d5 alfiere del bianco · e5 pedone del nero · f5 re del nero · g5 alfiere del bianco · c4 torre del bianco · e4 cavallo del bianco · c3 pedone del bianco · h1 re del bianco | h7 pedone del nero · g6 pedone del nero · h6 pedone del bianco · d5 alfiere del bianco · e5 pedone del nero · f5 re del nero · g5 alfiere del bianco · c4 torre del bianco · e4 cavallo del bianco · c3 pedone del bianco · h1 re del bianco | h7 pedone del nero · g6 pedone del nero · h6 pedone del bianco · d5 alfiere del bianco · e5 pedone del nero · f5 re del nero · g5 alfiere del bianco · c4 torre del bianco · e4 cavallo del bianco · c3 pedone del bianco · h1 re del bianco | h7 pedone del nero · g6 pedone del nero · h6 pedone del bianco · d5 alfiere del bianco · e5 pedone del nero · f5 re del nero · g5 alfiere del bianco · c4 torre del bianco · e4 cavallo del bianco · c3 pedone del bianco · h1 re del bianco | h7 pedone del nero · g6 pedone del nero · h6 pedone del bianco · d5 alfiere del bianco · e5 pedone del nero · f5 re del nero · g5 alfiere del bianco · c4 torre del bianco · e4 cavallo del bianco · c3 pedone del bianco · h1 re del bianco | 8 |
| 7 | h7 pedone del nero · g6 pedone del nero · h6 pedone del bianco · d5 alfiere del bianco · e5 pedone del nero · f5 re del nero · g5 alfiere del bianco · c4 torre del bianco · e4 cavallo del bianco · c3 pedone del bianco · h1 re del bianco | h7 pedone del nero · g6 pedone del nero · h6 pedone del bianco · d5 alfiere del bianco · e5 pedone del nero · f5 re del nero · g5 alfiere del bianco · c4 torre del bianco · e4 cavallo del bianco · c3 pedone del bianco · h1 re del bianco | h7 pedone del nero · g6 pedone del nero · h6 pedone del bianco · d5 alfiere del bianco · e5 pedone del nero · f5 re del nero · g5 alfiere del bianco · c4 torre del bianco · e4 cavallo del bianco · c3 pedone del bianco · h1 re del bianco | h7 pedone del nero · g6 pedone del nero · h6 pedone del bianco · d5 alfiere del bianco · e5 pedone del nero · f5 re del nero · g5 alfiere del bianco · c4 torre del bianco · e4 cavallo del bianco · c3 pedone del bianco · h1 re del bianco | h7 pedone del nero · g6 pedone del nero · h6 pedone del bianco · d5 alfiere del bianco · e5 pedone del nero · f5 re del nero · g5 alfiere del bianco · c4 torre del bianco · e4 cavallo del bianco · c3 pedone del bianco · h1 re del bianco | h7 pedone del nero · g6 pedone del nero · h6 pedone del bianco · d5 alfiere del bianco · e5 pedone del nero · f5 re del nero · g5 alfiere del bianco · c4 torre del bianco · e4 cavallo del bianco · c3 pedone del bianco · h1 re del bianco | h7 pedone del nero · g6 pedone del nero · h6 pedone del bianco · d5 alfiere del bianco · e5 pedone del nero · f5 re del nero · g5 alfiere del bianco · c4 torre del bianco · e4 cavallo del bianco · c3 pedone del bianco · h1 re del bianco | h7 pedone del nero · g6 pedone del nero · h6 pedone del bianco · d5 alfiere del bianco · e5 pedone del nero · f5 re del nero · g5 alfiere del bianco · c4 torre del bianco · e4 cavallo del bianco · c3 pedone del bianco · h1 re del bianco | 7 |
| 6 | h7 pedone del nero · g6 pedone del nero · h6 pedone del bianco · d5 alfiere del bianco · e5 pedone del nero · f5 re del nero · g5 alfiere del bianco · c4 torre del bianco · e4 cavallo del bianco · c3 pedone del bianco · h1 re del bianco | h7 pedone del nero · g6 pedone del nero · h6 pedone del bianco · d5 alfiere del bianco · e5 pedone del nero · f5 re del nero · g5 alfiere del bianco · c4 torre del bianco · e4 cavallo del bianco · c3 pedone del bianco · h1 re del bianco | h7 pedone del nero · g6 pedone del nero · h6 pedone del bianco · d5 alfiere del bianco · e5 pedone del nero · f5 re del nero · g5 alfiere del bianco · c4 torre del bianco · e4 cavallo del bianco · c3 pedone del bianco · h1 re del bianco | h7 pedone del nero · g6 pedone del nero · h6 pedone del bianco · d5 alfiere del bianco · e5 pedone del nero · f5 re del nero · g5 alfiere del bianco · c4 torre del bianco · e4 cavallo del bianco · c3 pedone del bianco · h1 re del bianco | h7 pedone del nero · g6 pedone del nero · h6 pedone del bianco · d5 alfiere del bianco · e5 pedone del nero · f5 re del nero · g5 alfiere del bianco · c4 torre del bianco · e4 cavallo del bianco · c3 pedone del bianco · h1 re del bianco | h7 pedone del nero · g6 pedone del nero · h6 pedone del bianco · d5 alfiere del bianco · e5 pedone del nero · f5 re del nero · g5 alfiere del bianco · c4 torre del bianco · e4 cavallo del bianco · c3 pedone del bianco · h1 re del bianco | h7 pedone del nero · g6 pedone del nero · h6 pedone del bianco · d5 alfiere del bianco · e5 pedone del nero · f5 re del nero · g5 alfiere del bianco · c4 torre del bianco · e4 cavallo del bianco · c3 pedone del bianco · h1 re del bianco | h7 pedone del nero · g6 pedone del nero · h6 pedone del bianco · d5 alfiere del bianco · e5 pedone del nero · f5 re del nero · g5 alfiere del bianco · c4 torre del bianco · e4 cavallo del bianco · c3 pedone del bianco · h1 re del bianco | 6 |
| 5 | h7 pedone del nero · g6 pedone del nero · h6 pedone del bianco · d5 alfiere del bianco · e5 pedone del nero · f5 re del nero · g5 alfiere del bianco · c4 torre del bianco · e4 cavallo del bianco · c3 pedone del bianco · h1 re del bianco | h7 pedone del nero · g6 pedone del nero · h6 pedone del bianco · d5 alfiere del bianco · e5 pedone del nero · f5 re del nero · g5 alfiere del bianco · c4 torre del bianco · e4 cavallo del bianco · c3 pedone del bianco · h1 re del bianco | h7 pedone del nero · g6 pedone del nero · h6 pedone del bianco · d5 alfiere del bianco · e5 pedone del nero · f5 re del nero · g5 alfiere del bianco · c4 torre del bianco · e4 cavallo del bianco · c3 pedone del bianco · h1 re del bianco | h7 pedone del nero · g6 pedone del nero · h6 pedone del bianco · d5 alfiere del bianco · e5 pedone del nero · f5 re del nero · g5 alfiere del bianco · c4 torre del bianco · e4 cavallo del bianco · c3 pedone del bianco · h1 re del bianco | h7 pedone del nero · g6 pedone del nero · h6 pedone del bianco · d5 alfiere del bianco · e5 pedone del nero · f5 re del nero · g5 alfiere del bianco · c4 torre del bianco · e4 cavallo del bianco · c3 pedone del bianco · h1 re del bianco | h7 pedone del nero · g6 pedone del nero · h6 pedone del bianco · d5 alfiere del bianco · e5 pedone del nero · f5 re del nero · g5 alfiere del bianco · c4 torre del bianco · e4 cavallo del bianco · c3 pedone del bianco · h1 re del bianco | h7 pedone del nero · g6 pedone del nero · h6 pedone del bianco · d5 alfiere del bianco · e5 pedone del nero · f5 re del nero · g5 alfiere del bianco · c4 torre del bianco · e4 cavallo del bianco · c3 pedone del bianco · h1 re del bianco | h7 pedone del nero · g6 pedone del nero · h6 pedone del bianco · d5 alfiere del bianco · e5 pedone del nero · f5 re del nero · g5 alfiere del bianco · c4 torre del bianco · e4 cavallo del bianco · c3 pedone del bianco · h1 re del bianco | 5 |
| 4 | h7 pedone del nero · g6 pedone del nero · h6 pedone del bianco · d5 alfiere del bianco · e5 pedone del nero · f5 re del nero · g5 alfiere del bianco · c4 torre del bianco · e4 cavallo del bianco · c3 pedone del bianco · h1 re del bianco | h7 pedone del nero · g6 pedone del nero · h6 pedone del bianco · d5 alfiere del bianco · e5 pedone del nero · f5 re del nero · g5 alfiere del bianco · c4 torre del bianco · e4 cavallo del bianco · c3 pedone del bianco · h1 re del bianco | h7 pedone del nero · g6 pedone del nero · h6 pedone del bianco · d5 alfiere del bianco · e5 pedone del nero · f5 re del nero · g5 alfiere del bianco · c4 torre del bianco · e4 cavallo del bianco · c3 pedone del bianco · h1 re del bianco | h7 pedone del nero · g6 pedone del nero · h6 pedone del bianco · d5 alfiere del bianco · e5 pedone del nero · f5 re del nero · g5 alfiere del bianco · c4 torre del bianco · e4 cavallo del bianco · c3 pedone del bianco · h1 re del bianco | h7 pedone del nero · g6 pedone del nero · h6 pedone del bianco · d5 alfiere del bianco · e5 pedone del nero · f5 re del nero · g5 alfiere del bianco · c4 torre del bianco · e4 cavallo del bianco · c3 pedone del bianco · h1 re del bianco | h7 pedone del nero · g6 pedone del nero · h6 pedone del bianco · d5 alfiere del bianco · e5 pedone del nero · f5 re del nero · g5 alfiere del bianco · c4 torre del bianco · e4 cavallo del bianco · c3 pedone del bianco · h1 re del bianco | h7 pedone del nero · g6 pedone del nero · h6 pedone del bianco · d5 alfiere del bianco · e5 pedone del nero · f5 re del nero · g5 alfiere del bianco · c4 torre del bianco · e4 cavallo del bianco · c3 pedone del bianco · h1 re del bianco | h7 pedone del nero · g6 pedone del nero · h6 pedone del bianco · d5 alfiere del bianco · e5 pedone del nero · f5 re del nero · g5 alfiere del bianco · c4 torre del bianco · e4 cavallo del bianco · c3 pedone del bianco · h1 re del bianco | 4 |
| 3 | h7 pedone del nero · g6 pedone del nero · h6 pedone del bianco · d5 alfiere del bianco · e5 pedone del nero · f5 re del nero · g5 alfiere del bianco · c4 torre del bianco · e4 cavallo del bianco · c3 pedone del bianco · h1 re del bianco | h7 pedone del nero · g6 pedone del nero · h6 pedone del bianco · d5 alfiere del bianco · e5 pedone del nero · f5 re del nero · g5 alfiere del bianco · c4 torre del bianco · e4 cavallo del bianco · c3 pedone del bianco · h1 re del bianco | h7 pedone del nero · g6 pedone del nero · h6 pedone del bianco · d5 alfiere del bianco · e5 pedone del nero · f5 re del nero · g5 alfiere del bianco · c4 torre del bianco · e4 cavallo del bianco · c3 pedone del bianco · h1 re del bianco | h7 pedone del nero · g6 pedone del nero · h6 pedone del bianco · d5 alfiere del bianco · e5 pedone del nero · f5 re del nero · g5 alfiere del bianco · c4 torre del bianco · e4 cavallo del bianco · c3 pedone del bianco · h1 re del bianco | h7 pedone del nero · g6 pedone del nero · h6 pedone del bianco · d5 alfiere del bianco · e5 pedone del nero · f5 re del nero · g5 alfiere del bianco · c4 torre del bianco · e4 cavallo del bianco · c3 pedone del bianco · h1 re del bianco | h7 pedone del nero · g6 pedone del nero · h6 pedone del bianco · d5 alfiere del bianco · e5 pedone del nero · f5 re del nero · g5 alfiere del bianco · c4 torre del bianco · e4 cavallo del bianco · c3 pedone del bianco · h1 re del bianco | h7 pedone del nero · g6 pedone del nero · h6 pedone del bianco · d5 alfiere del bianco · e5 pedone del nero · f5 re del nero · g5 alfiere del bianco · c4 torre del bianco · e4 cavallo del bianco · c3 pedone del bianco · h1 re del bianco | h7 pedone del nero · g6 pedone del nero · h6 pedone del bianco · d5 alfiere del bianco · e5 pedone del nero · f5 re del nero · g5 alfiere del bianco · c4 torre del bianco · e4 cavallo del bianco · c3 pedone del bianco · h1 re del bianco | 3 |
| 2 | h7 pedone del nero · g6 pedone del nero · h6 pedone del bianco · d5 alfiere del bianco · e5 pedone del nero · f5 re del nero · g5 alfiere del bianco · c4 torre del bianco · e4 cavallo del bianco · c3 pedone del bianco · h1 re del bianco | h7 pedone del nero · g6 pedone del nero · h6 pedone del bianco · d5 alfiere del bianco · e5 pedone del nero · f5 re del nero · g5 alfiere del bianco · c4 torre del bianco · e4 cavallo del bianco · c3 pedone del bianco · h1 re del bianco | h7 pedone del nero · g6 pedone del nero · h6 pedone del bianco · d5 alfiere del bianco · e5 pedone del nero · f5 re del nero · g5 alfiere del bianco · c4 torre del bianco · e4 cavallo del bianco · c3 pedone del bianco · h1 re del bianco | h7 pedone del nero · g6 pedone del nero · h6 pedone del bianco · d5 alfiere del bianco · e5 pedone del nero · f5 re del nero · g5 alfiere del bianco · c4 torre del bianco · e4 cavallo del bianco · c3 pedone del bianco · h1 re del bianco | h7 pedone del nero · g6 pedone del nero · h6 pedone del bianco · d5 alfiere del bianco · e5 pedone del nero · f5 re del nero · g5 alfiere del bianco · c4 torre del bianco · e4 cavallo del bianco · c3 pedone del bianco · h1 re del bianco | h7 pedone del nero · g6 pedone del nero · h6 pedone del bianco · d5 alfiere del bianco · e5 pedone del nero · f5 re del nero · g5 alfiere del bianco · c4 torre del bianco · e4 cavallo del bianco · c3 pedone del bianco · h1 re del bianco | h7 pedone del nero · g6 pedone del nero · h6 pedone del bianco · d5 alfiere del bianco · e5 pedone del nero · f5 re del nero · g5 alfiere del bianco · c4 torre del bianco · e4 cavallo del bianco · c3 pedone del bianco · h1 re del bianco | h7 pedone del nero · g6 pedone del nero · h6 pedone del bianco · d5 alfiere del bianco · e5 pedone del nero · f5 re del nero · g5 alfiere del bianco · c4 torre del bianco · e4 cavallo del bianco · c3 pedone del bianco · h1 re del bianco | 2 |
| 1 | h7 pedone del nero · g6 pedone del nero · h6 pedone del bianco · d5 alfiere del bianco · e5 pedone del nero · f5 re del nero · g5 alfiere del bianco · c4 torre del bianco · e4 cavallo del bianco · c3 pedone del bianco · h1 re del bianco | h7 pedone del nero · g6 pedone del nero · h6 pedone del bianco · d5 alfiere del bianco · e5 pedone del nero · f5 re del nero · g5 alfiere del bianco · c4 torre del bianco · e4 cavallo del bianco · c3 pedone del bianco · h1 re del bianco | h7 pedone del nero · g6 pedone del nero · h6 pedone del bianco · d5 alfiere del bianco · e5 pedone del nero · f5 re del nero · g5 alfiere del bianco · c4 torre del bianco · e4 cavallo del bianco · c3 pedone del bianco · h1 re del bianco | h7 pedone del nero · g6 pedone del nero · h6 pedone del bianco · d5 alfiere del bianco · e5 pedone del nero · f5 re del nero · g5 alfiere del bianco · c4 torre del bianco · e4 cavallo del bianco · c3 pedone del bianco · h1 re del bianco | h7 pedone del nero · g6 pedone del nero · h6 pedone del bianco · d5 alfiere del bianco · e5 pedone del nero · f5 re del nero · g5 alfiere del bianco · c4 torre del bianco · e4 cavallo del bianco · c3 pedone del bianco · h1 re del bianco | h7 pedone del nero · g6 pedone del nero · h6 pedone del bianco · d5 alfiere del bianco · e5 pedone del nero · f5 re del nero · g5 alfiere del bianco · c4 torre del bianco · e4 cavallo del bianco · c3 pedone del bianco · h1 re del bianco | h7 pedone del nero · g6 pedone del nero · h6 pedone del bianco · d5 alfiere del bianco · e5 pedone del nero · f5 re del nero · g5 alfiere del bianco · c4 torre del bianco · e4 cavallo del bianco · c3 pedone del bianco · h1 re del bianco | h7 pedone del nero · g6 pedone del nero · h6 pedone del bianco · d5 alfiere del bianco · e5 pedone del nero · f5 re del nero · g5 alfiere del bianco · c4 torre del bianco · e4 cavallo del bianco · c3 pedone del bianco · h1 re del bianco | 1 |
|   | a | b | c | d | e | f | g | h |   |

Soluzione:
1. Ac6!  (min. 2. Ad7#)

1... Re6  2. Ae8! (zugzwang) ... 3. Ad7/f7#